# Yanomamua araca
Yanomamua araca är en gentianaväxtart som beskrevs av J.R.Grant, Maas och Struwe. Yanomamua araca ingår i släktet Yanomamua och familjen gentianaväxter. Inga underarter finns listade i Catalogue of Life.